# Jacques Herbrand
Jacques Herbrand, född 12 februari 1908 i Paris, död 27 juli 1931 i Saint-Christophe-en-Oisans, var en fransk logiker och matematiker. 

## Biografi
Herbrand gjorde fundamentala insatser inom formell bevisteori i såväl satslogik som predikatlogik och var framstående inom den abstrakta algebran. En mängd satser inom dessa områden bär Herbrands namn och han var den förste, som publicerade ett bevis för det så kallade deduktionsteoremet 1930.
Herbrand konstruerade 1929 ett bevis för konsistensen hos ett axiomsystem för aritmetiken. Han introducerade även generella rekursiva funktioner, vilka har kommit att få en fundamental betydelse inom datavetenskap. 
Herbrand studerade vid École normale supérieure i Paris och senare på ett stipendium i Berlin och Göttingen i Tyskland, där han som lärare hade bland andra John von Neumann och Emmy Noether.
Herbrand omkom vid en bergsbestigningsolycka i franska alperna vid endast 23 års ålder.
Bland Herbrands arbeten märks bland annat Travaux de la société des sciences et des lettres de Varsovie.